# Пауки-ханииды
Пауки-ханииды (лат. Hahniidae) — семейство аранеоморфных пауков, насчитывающее 235 видов из 26 родов.

## Распространение
Пауки-ханииды распространены всемирно. Роды из Северного полушария и Африки имеют различия в структуре гениталий с теми родами, которые преобладают в Южном полушарии. Совсем немногие виды открыты в Юго-Восточной Азии.

## Описание
Длина тела пауков достигает длины около 2 миллиметров. Характерная черта пауков этого семейства расположением шести своих прядильных органов на поперечной линии. Последний сегмент внешнего прядильного сравнительно длинный и стоит выше всех остальных.

## Паутина
Они строят очень тонкие ловчие сети формой напоминающие бумажный лист, а также в отличие от множества пауков сети не строятся на отступах. Шёлк используемые в этих сетях настолько тонкий, что даже заметить паутину невозможно если она не покрыта росой.

## Экология
Пауки предпочитают места близ водоёмов или около мхов. Также часто встречаются среди опавшей листвы и детрита или же на листьях кустарников и деревьев.

## Список родов
- Alistra Thorell, 1894 — Океания, Филиппины, Суматра, Шри-Ланка
- Amaloxenops Schiapelli & Gerschman, 1958 — Аргентина
- Antistea Simon, 1898 — Северная Америка, Европа, Россия
- Asiohahnia Ovtchinnikov, 1992 — Казахстан, Киргизия
- Austrohahnia Mello-Leitão, 1942 — Аргентина
- Calymmaria Chamberlin & Ivie, 1937 — от Мексики до Канады
- Cryphoeca Thorell, 1870 — Палеарктика
- Cryphoecina Deltshev, 1997 — Черногория
- Cybaeolus Simon, 1884 — Чили, Аргентина
- Dirksia Chamberlin & Ivie, 1942 — США, Аляска, Франция
- Ethobuella Chamberlin & Ivie, 1937 — Северная Америка
- Hahnia C. L. Koch, 1841 — Америка, Африка, Европа, Азия
- Harmiella Brignoli, 1979 — Бразилия
- Iberina Simon, 1881 — Россия, Франция
- Intihuatana Lehtinen, 1967 — Аргентина
- Kapanga Forster, 1970 — Новая Зеландия
- Lizarba Roth, 1967 — Бразилия
- Neoantistea Gertsch, 1934 — от Канады до Коста-Рики, Россия, Азия
- Neoaviola Butler, 1929 — Австралия
- Neocryphoeca Roth, 1970 — США
- Neohahnia Mello-Leitão, 1917 — Южная Америка
- Porioides Forster, 1989 — Новая Зеландия
- Rinawa Forster, 1970 — Новая Зеландия
- Scotospilus Simon, 1886 — Тасмания, Новая Зеландия, Индия
- Tuberta Simon, 1884 — от Европы до Азербайджана
- Willisus Roth, 1981 — США